# 胡斯坦碱基对

沃森-克里克的和胡斯坦的 A•T和G•C+ 碱基对的化学结构。 胡斯坦几何可以通过嘌呤围绕糖苷键（χ）和碱基翻转（θ）旋转来实现，同时影响C8和C1'（黄色）。

胡斯坦碱基对是核酸中碱基配对的变体，例如A•T对。 以这种方式，两个核碱基，每个链上一个，可以通过主要凹槽中的氢键保持在一起。 一个胡斯坦碱基对利用嘌呤碱基（作为氢键受体）的和C6氨基（作为供体）的N7位置，其结合嘧啶碱基的沃森－克里克（N3–C4）面 。

## 历史
在詹姆斯·沃森(James Watson)和弗朗西斯·克里克(Francis Crick)发表他们的DNA双螺旋模型十年之后，一名在荷兰出生的美国生化学家卡斯特·胡斯坦（Karst Hoogsteen）报道了一种新的复合物的晶体结构，其中A和T的类似物形成了一个具有不同于由沃森和克里克所描述碱基对的几何形状的碱基对。 类似地，G•C对可以出现替代的碱基配对几何。 胡斯坦指出，如果DNA中存在替代的氢键模式，则双螺旋必须呈现完全不同的形状。 然而，很少观察到胡斯坦碱基对。

## 化学性质
胡斯坦碱基对具有与沃森-克里克碱基对完全不同的特性。 两个糖苷键之间的角度（A•T对中约80°）较大，C1'-C1'距离（约860 pm或8.6 Å）小于常规几何形状。 在某些情况下，称为'反向胡斯坦碱基对'，一个碱基相对于另一个碱基旋转180°。
在一些DNA序列中，特别是CA和TA二核苷酸，胡斯坦碱基对作为瞬态实体(transient entities)存在， 它与标准沃森-克里克碱基对存在热平衡。 瞬态实体的检测需要使用直到最近才被应用于大分子的核磁共振(NMR)技术。
在蛋白质-DNA复合物中观察到胡斯坦碱基对。 一些蛋白质已进化为仅仅识别一种碱基对类型，并使用分子间相互作用来改变两种几何形状之间的平衡。
DNA具有许多特征，可以通过蛋白质进行序列特异性识别。 最初认为这种识别主要涉及氨基酸侧链和碱基之间的特定氢键相互作用。 但很快就发现没有可识别的一对一的对应 - 也就是说，没有简单的代码可供阅读。 部分问题是DNA可能经历构象变化，扭曲了经典的双螺旋。 由此产生的变化改变了DNA碱基对蛋白质分子的呈递(presentation)，从而影响了识别机制。
由于双螺旋中的扭曲本身依赖于碱基序列，因此蛋白质能够以与它们识别其他蛋白质和小配体分子的方式类似的方式识别DNA，即通过几何形状（而不是特定序列）。 例如，A和T碱基的延伸可导致DNA的次要凹槽变窄（在双螺旋中两个凹槽中更狭窄的一个凹槽），导致局部负静电势增强，从而产生带正电荷的精氨酸氨基的结合位点 - 蛋白质上的氨基酸残基。

## 三联体结构

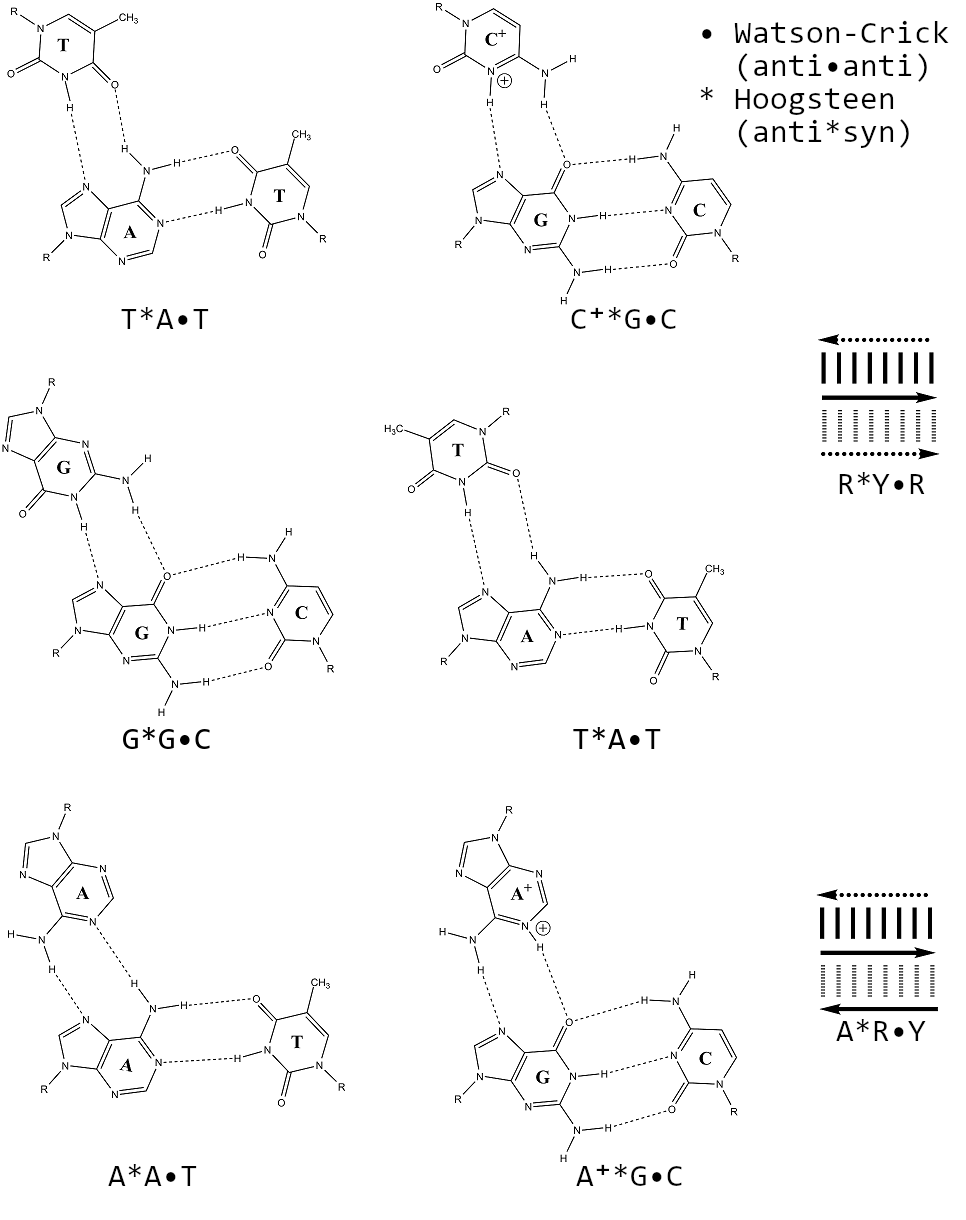
DNA三链体的碱基结构

这种非沃森-克里克碱基配对允许第三股链缠绕双股联体，双股联体以沃森-克里克模式组装，形成三股螺旋，如(poly(dA)•2poly(dT))和(poly(rG)•2poly(rC))。 它也可以在转运核糖核酸的三维结构中被看到。

## 四联体结构
胡斯坦碱基对还允许至少在体外形成单链DNA和富含RNA G的二级结构，称为G-四聯體（G4-DNA和G4-RNA）。 它需要G的四个三元组，由短间隔分开。 这允许组装平面四联体，其由胡斯坦结合的鸟嘌呤分子的堆叠结合组成。

## 三螺旋碱基配对
沃森-克里克碱基对用“•”，“ - ”或“。”表示。 （例如：A•T或poly（rC）•2poly（rC））。
胡斯坦三链DNA碱基对用“*”或“：”表示（例如：C•G * C +，T•A * T，C•G * G或T•A * A）。

## 参阅
- 碱基对
- 搖擺鹼基對
- G-四聯體
- 核酸三级结构